# Мирослав Ђукић
Мирослав Ђукић (Шабац, 19. фебруар 1966) је бивши југословенски и српски фудбалер, а садашњи фудбалски тренер.

## Играчка каријера
Ђукић је започео своју играчку каријеру играјући за клуб из свог родног града ФК Мачва у којем је врло брзо створио име, како за себе тако и за свој клуб. Београдски ривали ФК Црвена звезда и ФК Партизан тада су почели да се отимају око тога за кога ће да потпише, али он је уместо тога изабрао ФК Рад, као клуб који је тада био тек у успону. Био је то неочекивани избор, али Ђукић је и касније наставио да чини ствари на свој начин.
Наиме, вођен сличним размишљањем он је потписао за шпански Депортиво, 1991. године. Депортиво је тада био у другој лиги, али Ђукићева одлука убрзо се показала оправданом. Депортиво је прешао у прву лигу следеће године, а убрзо је почео да се такмичи и у врху европских такмичења. У сезони 1992/93. Ђукић је био проглашен за најбољег страног играча у шпанској лиги. Мирослав Ђукић ће увек остати емотивно везан за овај клуб из Ла Коруње, а посебно ће му остати у сећању један тренутак из завршнице шпанског првенства 1993/94. године, када је Депортиво имао шансу да освоји титулу. У последњем минуту утакмице против Валенсије, судија је свирао пенал у корист Депортива. Ђукић је преузео одговорност, али је промашио пенал и Барселона је тако постала шампион Шпаније.
Две године касније Ђукић је прешао у Валенсију да би следеће године Депортиво коначно освојио своју прву титулу. „Има бога, они то заслужују. Сада ми је мирна душа," изјавио је тада Ђукић. Каријеру је завршио 2004. године играјући за Тенерифе.
За национални тим дебитовао је против Турске у Измиру (1:1), а у дресу репрезентације имао је укупно 48 наступа и постигао је два гола. Био је учесник Светског првенства 1998. у Француској (није играо због повреде) и Европског првенства 2000. у Белгији и Холандији.

## Тренерска каријера

### Србија до 21
Тренерску каријеру Ђукић је почео 2006. године на клупи репрезентације Србије до 21 године. У баражу за Европско првенство 2007. Ђукић је на првом мечу против Швеђана изгубио са 0:3 у Новом Саду, али је онда у гостима селекција Србије направила велико изненађење и савладала домаћина са 5:0 и успела да се пласира на континентални шампионат. Ђукић је млади државни тим одлично предводио на Европском првенству за младе 2007. године у Холандији. Селекција Србије је у јакој конкуренцији Италије, Енглеске и Чешке успела да освоји прво место у "Б" групи, а потом да преко Белгије обезбеди пласман у финале шампионата. Иако је у финалном сусрету убедљиво поражена од домаћина такмичења (1:4), српска екипа је обезбедила пласман на Олимпијске игре у Пекингу 2008. године, а велике заслуге за тај успех приписане су Ђукићевом успешном вођењу тима.

### Партизан
Ђукић је 9. јануара 2007. године постављен на место тренера ФК Партизан. Током Ђукићевог боравка у клубу, Партизан је успео да савлада Црвену звезду на њеном стадиону после 11 година, два пута је убедљиво савладао ХШК Зрињски Мостар у квалификацијама за Куп УЕФА (Партизан је избачен због нереда у којима су учествовали његови навијачи), и био је јесењи првак у сезони 2007/08. Ђукић је екипу преузео када је Партизан био четвртопласирани у Суперлиги. Када је одлазио, Партизан је био првопласирани, да би његов наследник, Славиша Јокановић, наставио његовим путем и освојио "дуплу круну" у сезони 2007/08.
Претпоследња Ђукићева утакмица на клупи Партизана, била је међународна пријатељска утакмица (29. Трофеј Бернабеу) против Реал Мадрида, одиграна 5. децембра 2007. године. Мадриђани су головима Баптисте и Дрентеа славили резултатом 2:0, али су црно-бели оставили добар утисак. Последња утакмица коју је Ђукић водио као тренер Партизана била је 10. децембра 2007. године против лучанске Младости, а потом је на позив тадашњег председника националног фудбалског савеза Звездана Терзића, Ђукић поднео оставку на место тренера црно-белих како би био именован за селектора државног тима.

### Србија
Ђукић је 25. децембра 2007. званично представљен као нови селектор репрезентације Србије. Деби као селектор је имао против Македоније у Скопљу, 6. фебруара 2008. године. Утакмица је завршена резултатом 1:1. Ђукић је у наредне четири пријатељске утакмице забележио поразе од Украјине (2:0), Русије (2:1) и Немачке (2:1) и реми са Ирском (1:1).
Ђукић је предводио и репрезентацију Србије на Летњим олимпијским играма 2008. у Пекингу. Пред учешће на ОИ имао је проблема са Партизаном и још неколико европских клубова који нису пуштали своје играче да иду у Пекинг. На Олимпијском турниру Србија је елиминисана већ у групној фази са само једним освојеним бодом (Аустралија 1:1, Обала Слоноваче 2:4, Аргентина 0:2).
Крајем августа 2008. Извршни одбор Фудбалског савеза Србије (ИО ФСС) донео је одлуку да Мирослав Ђукић више није селектор фудбалске репрезентације Србије, а да се на његово место поставља Радомир Антић, образложивши да је смењен због "лоших резултата у пријатељским утакмицама "А" репрезентације у овој години, као и неуспеха на Олимпијским играма у Пекингу". Ђукић је на месту селектора био само осам месеци, а остаће уписано да је смењен а да никада није водио "А" репрезентацију у такмичарској утакмици.

### Иностранство
У јуну 2009. на позив бивших саиграча Амадео Карбонија и Хуан Санчеза, који су обављали дужност техничког и спортског директора, Ђукић је преузео белгијски Мускрон. Неколико месеци касније поднео је оставку на место тренера белгијског Мускрона, услед тешке ситуације у којој се налазио клуб, пошто му је због великих финансијских проблема претило избацивање из белгијске лиге.
Крајем марта 2011. преузима шпански Еркулес, који је у том моменту једном ногом испао из шпанске Примере. Већ на првом мечу славио је победу у гостима против Реал Сосиједада (3:1), али ипак није успео да спаси свој тим испадања.
У јулу 2011. седа на клупу Реал Ваљадолида, још једног шпанског друголигаша, са којим је потписао трогодишњи уговор. Већ након прве сезоне враћа Ваљадолид у друштво најбољих и са просечним тимом и оскудним буџетом пружа одличне партије у Примери.
У јуну 2013. постао је тренер свог некадашњег клуба Валенсије. На "Местаљу" се вратио после десет година и потписао двогодишњи уговор, а Валенсија је Ваљадолиду платила 450.000 евра на име обештећења. Ипак, сарадња није дуго трајала. Средином децембра 2013. Валенсија се захвалила српском тренеру Мирославу Ђукићу на сарадњи и на његово место поставила Ника Естевеза. Тачка на Ђукићев ангажман у Валенсији стављена је после пораза од Атлетико Мадрида (3:0). Екипа је од почетка сезоне у Примери имала незадовољавајући учинак од чак осам пораза, што се не памти од сезоне 1997/98. Са Валенсијом је играо и у Лиги Европе где је успео са тимом да прође групну фазу. У првом колу је изгубио од Свонсија 0:3, али је у наредне четири утакмице победио на гостовању Краснодар 2:0, Санкт Гален (5:1 у Валенсији, 3:2 на гостовању) и Свонси 1:0 у Кардифу, а у последњем колу је ремизирао са Краснодаром (1:1).
У октобру 2014, Ђукић је постао нови тренер шпанске Кордобе, која је у том моменту била на последњем месту Примере. Након низа од осам узастопних пораза, Ђукић је добио отказ у марту 2015. У међувремену је забележио три победе уз пет ремија, на 19 мечева (освојио 14 од могућих 57 бодова).
У јануару 2017. Ђукић је преузео Ал Шабаб. Након што му је истекао уговор, Ђукић је напустио клуб из Дубаија. Ђукић није био успешан са Ал Шабабом јер је забележио само једну победу, три ремија и чак седам пораза.

### Повратак у Партизан
Почетком јуна 2017, Ђукић је по други пут у својој тренерској каријери постављен за тренера Партизана. Потписао је уговор на две године, а дошао је уместо Марка Николића који је претходно поднео оставку. Ђукић је свој повратнички деби на клупи Партизана имао у 2. колу квалификација за Лигу шампиона против подгоричке Будућности. Партизан је са Ђукићем на клупи успео да у двомечу елиминише Будућност, али је након тога у 3. колу квалификација елиминисан од Олимпијакоса. Након тога су црно-бели преко Видеотона успели да изборе пласман у групну фазу Лиге Европе. Под вођством Ђукића, Партизан је у конкуренцији кијевског Динама, Јанг бојса и Скендербега успео да прође групну фазу Лиге Европе и тако обезбеди европско пролеће после 13 година. У шеснаестини финала Лиге Европе црно-бели су елиминисани од Викторије Плзењ. Иако је имао успеха у Европи, Ђукић са Партизаном није успео да одбрани титулу првака Србије. Завршио је такмичарску 2017/18. у Суперлиги Србије на другом месту, са 17 бодова заостатка за првопласираном Црвеном звездом. Ипак успео је да одбрани трофеј у Купу Србије, након што је у финалу савладана лучанска Младост (2:1).
Ђукић је почео и сезону 2018/19. на клупи Партизана. Водио је клуб у прва два кола такмичарске 2018/19. у Суперлиги Србије, где је у првом колу поражен од сурдуличког Радника а потом је у другом колу савладан Динамо из Врања. Такође је водио црно-беле и у квалификацијама за Лигу Европе, где је елиминисан прво Рудар из Пљеваља а потом и литвански Тракај. Ипак и поред тога што је одвео Партизан у 3. коло квалификација за ЛЕ, Ђукић је смењен 3. августа 2018. године.

### Спортинг Хихон
Ђукић је 22. децембра 2019. преузео шпанског друголигаша Спортинг Хихон.

## Играчки успеси

### Депортиво
- Куп Шпаније (1) : 1994/95.
- Суперкуп Шпаније (1) : 1995.

### Валенсија
- Првенство Шпаније (1) : 2001/02.
- Куп Шпаније (1) : 1998/99.
- Суперкуп Шпаније (1) : 1999.
- Интертото куп (1) : 1998.
- Лига шампиона : финалиста 1999/00. и 2000/01.

## Тренерски успеси

### Партизан
- Куп Србије (1) : 2017/18.

### Србија до 21
- Европско првенство : финалиста 2007.

## Приватан живот
Ожењен је Цецом и има синове Виктора и Владицу.